# 卡氏矮長頜魚
卡氏矮長頜魚，為輻鰭魚綱骨舌魚目象鼻魚科的其中一種，分布於非洲東部、南部的淡水流域，體長可達7公分，棲息在水草茂盛的水域或氾濫區，以水生昆蟲為食。